# جيمس فينلي
جيمس فينلي (بالإنجليزية: James Finley)‏ هو مهندس ومخترِع أمريكي، ولد في 1756، وتوفي في 1828.